# Yakima (Washington)
Yakima (bis 1918 North Yakima) ist eine City in Zentral-Washington und Sitz des Yakima Countys.
Sie hat 96.968 Einwohner (Stand: Volkszählung 2020) und befindet sich im Yakima Valley. Der Name stammt vom indigenen Volk der Yakima, noch heute befindet sich das Indianerreservat Yakama Indian Reservation im Süden/Südwesten von Yakima.
Die Stadt hat eine Fläche von 53,4 km². Bedeutende Wirtschaftszweige sind der Obstanbau, insbesondere der Anbau von Wein (siehe Yakima Valley AVA).
Das Militär unterhält Truppenübungsplätze und Munitionslager in der Gegend. Die NSA betreibt die Yakima Research Station. Die Public Radio Station KDNA sendet ein spanischsprachiges Programm für die Hispanic Community in Yakima.
An der South 48th Avenue kaufte Belinda Mulrooney 1909 ein 22 Acres großes Grundstück, auf dem sie ein großes Steinhaus baute, das Carbonneau Castle.

## Einwohnerentwicklung
| Jahr | Einwohner¹ |
| ---- | ---------- |
| 1980 | 49.826     |
| 1990 | 58.427     |
| 2000 | 80.056     |
| 2010 | 91.067     |
| 2020 | 96.968     |

¹ 1980–2020: Volkszählungsergebnisse

## Verkehr
- U.S. Highway 12
- Yakima Air Terminal (McAllister Field; IATA: YKM, ICAO: KYKM, FAA LID: YKM)

## Partnerstädte
- Morelia  Mexiko
- Itayanagi  Japan
- Derbent  Russland
- Keelung  Taiwan

## Klimatabelle
Yakima ist, ungewöhnlich für den Nordwesten der USA, von einem kontinentalen Wüstenklima (BWk) gezeichnet. Die Sommer sind trocken und tagsüber warm bis heiß, nachts wird es allerdings häufig empfindlich kühl. Die Winter sind kalt und leicht verschneit, mit geringeren Tagesunterschieden.
|                       | Jan  | Feb  | Mär  | Apr  | Mai  | Jun  | Jul  | Aug  | Sep  | Okt  | Nov  | Dez  |   |       |
| Mittl. Tagesmax. (°C) | 3,1  | 8,0  | 12,9 | 17,3 | 22,0 | 26,6 | 30,4 | 29,8 | 24,9 | 18,0 | 9,1  | 3,1  | ⌀ | 17,1  |
| Mittl. Tagesmin. (°C) | −5,7 | −3,1 | −0,7 | 1,9  | 5,7  | 9,6  | 11,7 | 11,3 | 7,0  | 1,8  | −1,7 | −5,5 | ⌀ | 2,7   |
|                       |      |      |      |      |      |      |      |      |      |      |      |      |   |       |
| Niederschlag (mm)     | 30,7 | 18,8 | 17,0 | 12,7 | 11,4 | 13,5 | 4,1  | 10,2 | 10,2 | 11,9 | 26,2 | 35,8 | Σ | 202,5 |
|                       |      |      |      |      |      |      |      |      |      |      |      |      |   |       |
| Regentage (d)         | 5,7  | 4,5  | 4,0  | 3,0  | 2,7  | 2,5  | 1,1  | 1,8  | 2,1  | 2,5  | 5,9  | 6,9  | Σ | 42,7  |

| −5,7 |

| −3,1 |

| −0,7 |

| 1,9 |

| 5,7 |

| 9,6 |

| 11,7 |

| 11,3 |

| 7,0 |

| 1,8 |

| −1,7 |

| −5,5 |

| −5,7 |

| −3,1 |

| −0,7 |

| 1,9 |

| 5,7 |

| 9,6 |

| 11,7 |

| 11,3 |

| 7,0 |

| 1,8 |

| −1,7 |

| −5,5 |

## Söhne und Töchter der Stadt
- Ray Cory (1894–1968), Fotograf und Kameramann
- Barbara La Marr (1896–1926), Schauspielerin, Drehbuchautorin und Journalistin
- Paul Cannon (1897–1986), Politiker
- Catherine Dean May (1914–2004), Politikerin
- Claire Austin (1918–1994), Blues- und Jazzsängerin
- Janet Waldo (1920–2016), Radio- und Synchronsprecherin
- Robert Middlekauff (1929–2021), Historiker und Professor
- Jim Rohn (1930–2009), Unternehmer, Autor und Motivationstrainer
- Donald Peck (1930–2022), Flötist
- Colleen Miller (* 1932), Schauspielerin
- Sid Morrison (* 1933), Politiker
- Llyn Foulkes (* 1934), Künstler
- Robert E. Lucas (1937–2023), Ökonom und Nobelpreisträger
- Colleen Atwood (* 1948), Kostümbildnerin
- Stephen McAlpine (* 1949), Politiker
- Larry McLerran (* 1949), Kernphysiker
- Sam Kinison (1953–1992), Komiker und Schauspieler
- Dan Doornink (* 1956), American-Football-Spieler
- Phil Mahre (* 1957), Skirennläufer
- Steve Mahre (* 1957), Skirennläufer
- Kyle MacLachlan (* 1959), Schauspieler
- Christopher Wiehl (* 1970), Schauspieler
- Cooper Kupp (* 1993), American-Football-Spieler